# فيرخاشيجيمي
فيرخاشيجيمي (بالروسية: Верхошижемье) هي مدينة في مقاطعة أوبلاست كيروف في روسيا.
يبلغ عدد سكانها حوالي 4591   نسمة.